# Eduarda Henklein
Eduarda Henklein é uma instrumentista profissional do gênero rock e reggae conhecida como a baterista mais precoce do Brasil.

## Biografia
Eduarda começou a tocar bateria aos 4 anos de idade. Em 16 dezembro de 2015, em Joinville, ela recebeu o título e troféu de baterista feminina mais jovem do Brasil pela empresa RankBrasil, que registra recordes no país. Com estilo musical entre reggae e rock, Eduarda possui mais de 100 vídeos no YouTube e já se apresentou em dezenas de programas de TVs do Brasil, Estados Unidos e até na Itália. Eduarda ganhou uma bateria da série Jazz, um pouco menor do que a normal, que utiliza para tocar uma de suas interpretações favoritas da banda System Of A Down. O banco foi serrado para ficar do tamanho dela. Desde então, ela faz aulas semanais e ensaia ao menos duas horas por dia, espontaneamente. Ainda tão jovem, Eduarda já acumula diversas conquistas no mundo musical. Na televisão Eduarda fez apresentações no Programa Little Big Shots da NBC apresentado pelo Steve Harvey nos Estados Unidos. também no Xuxa Meneghel (programa de televisão) na Rede Record e no Programa da Eliana apresentado pela Eliana no SBT.